# Луций Елий Ламия Плавций Елиан
Вижте пояснителната страница за други личности с името Луций Елий Ламия.
Луций Елий Ламия Плавций Елиан (на латински: Lucius Aelius Plautius Lamia Aelianus; * 45; † 81/96 г.) e сенатор на Римската империя през 1 век.

## Биография
Той е син на Луций Елий Ламия (консул 3 г.). Брат е на Марк Плавций Силван Елиан и на Тиберий Плавций Силван Елиан (суфектконсул 45 и 74 г.), който е осиновен от Марк Плавций Силван (консул 2 пр.н.е.) и става осиновен брат на Плавция Ургуланила, първата съпруга на император Клавдий.
Луций Елий е женен за Домиция Лонгина, най-малката дъщеря на Гней Домиций Корбулон и Касия Лонгина, но през 70 г. бъдещият император Домициан я харесва и се жени за нея.
През 80 г. Луций Елий е суфектконсул заедно с Авъл Дидий Гал Фабриций Веиентон след консулите император Тит и Домициан.
От брака му с Домиция Лонгина той е баща на Плавция (65/70 г.), която се омъжва за Луций Фунданий и е вероятно майка или сестра на Луций Фунданий Ламия Елиан, редовен консул през 116 г.
Той се жени за втори път за Фабия Барбара (* 55 г.), дъщеря на Квинт Фабий Барбар Антоний Мацер, и има дъщеря с името Плавция (* 75 г.), която се омъжва за Луций Цеионий Комод (виж Луций Елий).
Той е екзекутиран от император Домициан, вторият съпруг на първата му съпруга, след започването на неговото управление.